# Hisonotus vireo
Hisonotus vireo är en fiskart som beskrevs av Carvalho och Roberto Esser dos Reis 2011. Hisonotus vireo ingår i släktet Hisonotus och familjen Loricariidae. Inga underarter finns listade i Catalogue of Life.